# Micropsectra montana
Micropsectra montana är en tvåvingeart som beskrevs av Sawedal 1976. Micropsectra montana ingår i släktet Micropsectra och familjen fjädermyggor.
Artens utbredningsområde är Nepal. Inga underarter finns listade i Catalogue of Life.